# Euchrysops fontainei
Euchrysops fontainei är en fjärilsart som beskrevs av Henry Stempffer 1967. Euchrysops fontainei ingår i släktet Euchrysops och familjen juvelvingar. Inga underarter finns listade i Catalogue of Life.